# Giulio Pantoli
Giulio Pantoli (Castiglione di Ravenna, 29 luglio 1922 – Castiglione di Ravenna, 12 maggio 2018) è stato un partigiano e rosaista italiano.

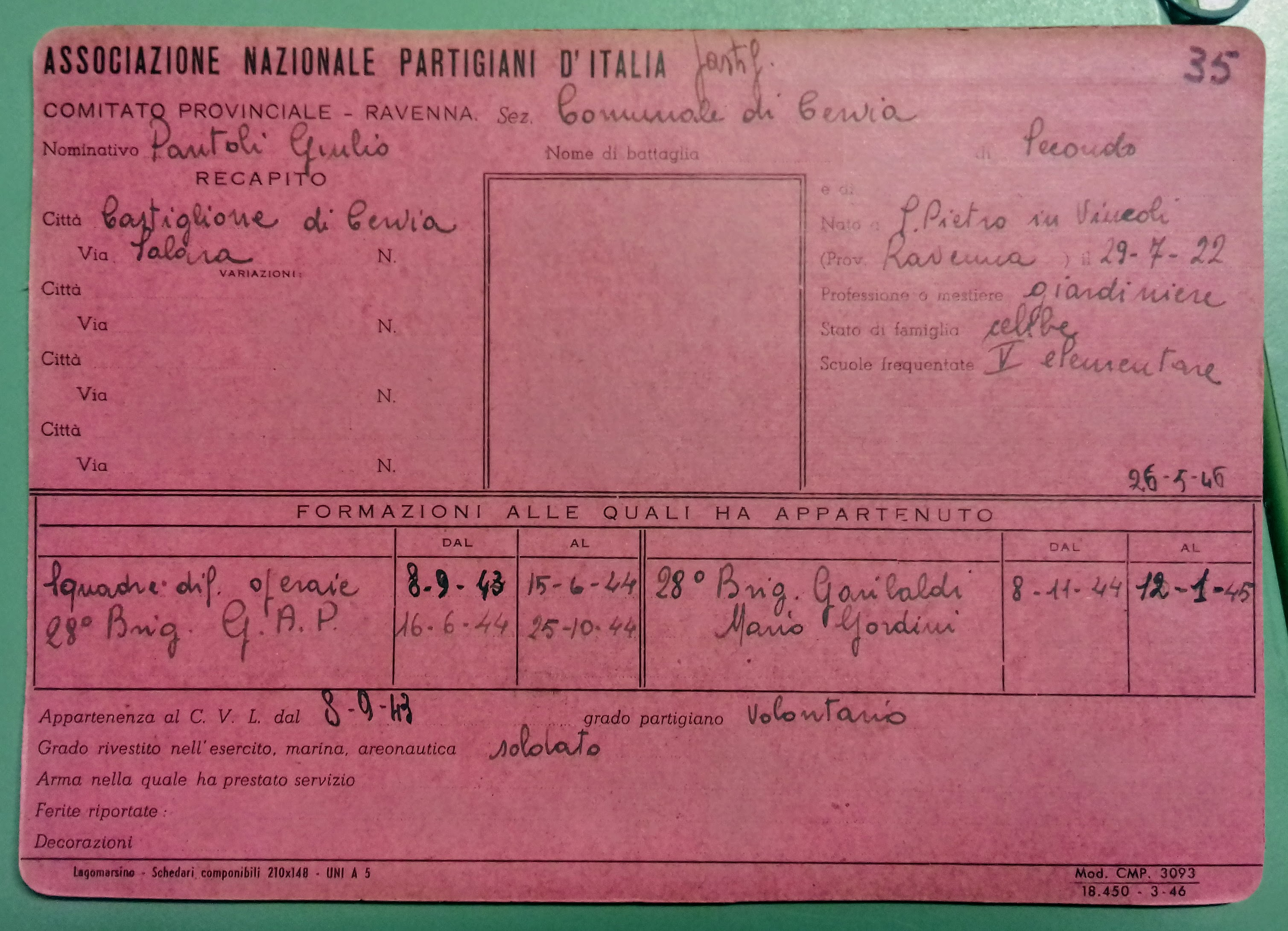
Tessera dell'Associazione Nazionale Partigiani d'Italia di Giulio Pantoli.

Giulio Pantoli ha svolto la sua attività inizialmente in campo professionale come vivaista e successivamente amatorialmente nel campo della floricoltura ed dell'ibridazione di rose. Le sue realizzazioni hanno raggiunto livelli riconosciuti in ambito specialistico, ricevendo premi in competizioni nazionali e ottenendo brevetti per le sue rose.

## Biografia
Giulio Pantoli svolse la sua prima attività lavorativa presso il vivaio Bonfiglioli a Bologna, dove apprese i rudimenti dell'ibridazione.
Durante la Resistenza, Giulio Pantoli fu un partigiano attivo all'interno della Brigata Garibaldi "Mario Gordini".
Successivamente si stabilì a Castiglione di Ravenna dove lavorò come vivaista fino al pensionamento, a seguito del quale si dedicò a tempo pieno negli stessi terreni e serre precedentemente utilizzati a scopo commerciale, all'attività di collezionista rosaista, passione che lo portò a creare con il solo aiuto della moglie nuovi ibridi poi brevettati o donati per commemorazioni storiche (la rosa "Bella Ciao" è una di queste). La sua residenza, nel cancello di accesso, è  stata contraddistinta dall'insegna "La Ca dal Rös" (la "casa delle rose" in dialetto romagnolo).
Le sue memorie di ibridatore sono raccolte nel volume "Una vita tra le rose", mentre diversi articoli sul suo lavoro sono apparsi in riviste specializzate.
Giulio Pantoli ha proseguito la sua attività fino al momento della sua scomparsa, sempre prodigo di consigli verso i numerosi appassionati che si recavano a visitare il suo roseto. I suoi resti sono tumulati al cimitero di Castiglione di Cervia.

## Ibridi

### Vivaio "Fior di Rosa"[5][1]
- Cicchetta Brunelli, 1984
- Gabriella Assirelli, 1963
- Adriana, 1983
- Bonetti Fiorina, 1989
- Catia Pantoli, 1993
- Francesca Minghetti, 1994
- Giulio Pantoli, 1996
- Mariella Calderoni Clg
- Oscar Pantoli, 1958
- Pauly Brunelli, 1994
- Pia Minghetti, 1994
- Secondo Pantoli, 1989

### ANPI
- Bella ciao[6][7][8]

### Altre
- Dogaressa
- Anita Garibaldi (Istituto Tecnico Statale "Garibaldi-Da Vinci", Cesena)[9]

## Opere
Una vita tra le rose: manuale per la coltura delle rose, Giulio Pantoli, Cesena: Il ponte vecchio, 2005